# Miss España 1998
Miss España 1998 fue una edición del certamen de belleza Miss España. Se llevó a cabo el 1 de marzo de 1998 en el Centro de Convenciones del Mar en Roquetas de Mar. María José Besora fue la ganadora, la cual representó a España en el certamen Miss Universo 1998. La primera finalista representó al país en el Miss Mundo 1998 y la segunda finalista representó al país en el Miss Internacional 1998.

## Resultados
| Resultados Final | Candidata |
| ---------------- | --- |
| Miss España 1998 | Murcia - Ma. José Besora |
| 1.a Finalista    | Cádiz - Rocío Jiménez |
| 2.a Finalista    | Navarra - Ma. José Fonseca |
| Top 10           | Córdoba - Olga Domínguez Las Palmas - Laura Méndez Madrid - Raquel Navamuel Sevilla - Patricia López Tenerife - Emilia González Valencia - Ma. Isabella Rubio Valladolid - Felisa Rodríguez                                                                  |
| Top 20           | Álava - Laura de la Calle Baleares - Cristina Trujilo Barcelona - Rebecca Alemany Cáceres - Marta Romero Granada - Ma. Zaida Cuesta Guadalajara - Vanessa Salud León - Maribel García Lugo - Sonia López Vizcaya - Natalia Corrons Zaragoza - Sonia Villalba |

## Premios especiales
| Resultado          | Candidata                |
| ------------------ | ------------------------ |
| Mejor Traje Típico | Zamora - Verónica Campos |
| Miss Simpatía      | Cáceres - Marta Romero   |
| Miss Fotogénica    | Madrid - Raquel Navamuel |

## Candidatas
(En la lista se utiliza su nombre completo, los sobrenombres van entrecomillados y los apellidos utilizados como nombre artístico, entre paréntesis; fuera de ella se utilizan sus nombres «artísticos» o simplificados).
| Provincia   | Candidata                          | Edad | Estatura        |
| ----------- | ---------------------------------- | ---- | --------------- |
| Álava       | Laura de la Calle Gallardo         | 18   | 1,76 m (5′ 9″)  |
| Albacete    | Ana Belén Gómez Alonso             | 21   | 1,78 m (5′ 10″) |
| Alicante    | Vanesa Romero Torres               | 19   | 1,71 m (5′ 7″)  |
| Almería     | María Belén González Morales       | 22   | 1,72 m (5′ 8″)  |
| Asturias    | Alejandra Vijande Valencia         | 18   | 1,71 m (5′ 7″)  |
| Ávila       | Silvia Ramos Esteve                | 21   | 1,76 m (5′ 9″)  |
| Badajoz     | Mónica Ester Maroto Zancada        | 19   | 1,74 m (5′ 9″)  |
| Baleares    | Cristina Trujilo Viruel            | 21   | 1,74 m (5′ 9″)  |
| Barcelona   | Rebecca Alemany Rey                | 17   | 1,75 m (5′ 9″)  |
| Burgos      | Patricia Hortigüela Juez           | 19   | 1,77 m (5′ 10″) |
| Cáceres     | Marta Romero Malpartida            | 21   | 1,76 m (5′ 9″)  |
| Cádiz       | Rocío Jiménez Fernández            | 17   | 1,75 m (5′ 9″)  |
| Cantabria   | Mónica Nazabal González            | 20   | 1,77 m (5′ 10″) |
| Castellón   | Eva Gallen Tomás                   | 23   | 1,76 m (5′ 9″)  |
| Ceuta       | Carmen Mónica Pacheco Moya         | 22   | 1,74 m (5′ 9″)  |
| Ciudad Real | Noelia Margotón Patón              | 19   | 1,76 m (5′ 9″)  |
| Córdoba     | Olga Domínguez Rosano              | 18   | 1,76 m (5′ 9″)  |
| Cuenca      | Laura Valencia Serrano             | 20   | 1,74 m (5′ 9″)  |
| Gerona      | Yolanda Ibáñez Montañez            | 21   | 1,73 m (5′ 8″)  |
| Granada     | María Zaida Cuesta Domínguez       | 22   | 1,74 m (5′ 9″)  |
| Guadalajara | Vanessa Salud de Bonis             | 17   | 1,80 m (5′ 11″) |
| Guipúzcoa   | Cristina Gómez Alvís               | 21   | 1,73 m (5′ 8″)  |
| Huelva      | María del Mar Sánchez Gálvez       | 18   | 1,75 m (5′ 9″)  |
| Huesca      | Ana María Casanova Royo            | 22   | 1,76 m (5′ 9″)  |
| Jaén        | Eva Carrizos Lorite                | 20   | 1,73 m (5′ 8″)  |
| La Coruña   | María José Vázquez Gandará         | 18   | 1,80 m (5′ 11″) |
| La Rioja    | Enriqueta Martínez Olíver          | 21   | 1,77 m (5′ 10″) |
| Las Palmas  | Laura Méndez Hernández             | 19   | 1,75 m (5′ 9″)  |
| León        | Maribel García Fernández           | 17   | 1,76 m (5′ 9″)  |
| Lérida      | Verónica Fuentes Ibáñez            | 17   | 1,74 m (5′ 9″)  |
| Lugo        | Sonia López Sánchez                | 20   | 1,80 m (5′ 11″) |
| Madrid      | Raquel Navamuel Ruperto            | 22   | 1,76 m (5′ 9″)  |
| Málaga      | María de la Asunción Sánchez Checa | 21   | 1,76 m (5′ 9″)  |
| Melilla     | Eva Belén Torres García            | 19   | 1,70 m (5′ 7″)  |
| Murcia      | María José Besora Villanueva       | 22   | 1,81 m (5′ 11″) |
| Navarra     | María José Fonseca Tapia           | 20   | 1,77 m (5′ 10″) |
| Orense      | Silvia Bienzo Baltar               | 19   | 1,78 m (5′ 10″) |
| Palencia    | Alicia Garcie Quirce               | 20   | 1,75 m (5′ 9″)  |
| Pontevedra  | Mónica Núñez Rodríguez             | 20   | 1,73 m (5′ 8″)  |
| Salamanca   | María Laura Sánchez-Marín Bustos   | 17   | 1,83 m (6′ 0″)  |
| Segovia     | Ésther Tamara Tillhet Heradio      | 20   | 1,85 m (6′ 1″)  |
| Sevilla     | Patricia López de las Heras        | 20   | 1,82 m (6′ 0″)  |
| Soria       | Laura Fernández Aguilera           | 17   | 1,75 m (5′ 9″)  |
| Tarragona   | Susana Pérez Fuentes               | 18   | 1,70 m (5′ 7″)  |
| Tenerife    | Emilia González Delgado            | 22   | 1,83 m (6′ 0″)  |
| Teruel      | Fabiola Crespo Sánchez             | 24   | 1,72 m (5′ 8″)  |
| Toledo      | Carolina Jiménez Tirado            | 18   | 1,83 m (6′ 0″)  |
| Valencia    | María Isabella Rubio García        | 19   | 1,70 m (5′ 7″)  |
| Valladolid  | Felisa Rodríguez Iglesias          | 19   | 1,74 m (5′ 9″)  |
| Vizcaya     | Natalia Corrons Granel             | 19   | 1,78 m (5′ 10″) |
| Zamora      | Verónica Campos Carrasco           | 19   | 1,75 m (5′ 9″)  |
| Zaragoza    | Sonia Villalba García              | 23   | 1,76 m (5′ 9″)  |